# Reinhard Hardegen
Reinhard Hardegen (Bremen, 18 de março de 1913 - 9 de junho de 2018) foi um oficial alemão que serviu na Kriegsmarine durante a Segunda Guerra Mundial. Foi condecorado com a Cruz de Cavaleiro da Cruz de Ferro com Folhas de Carvalho.

## Carreira militar

Reinhard Hardegen e Adolf Hitler em maio de 1942

### Patentes
| Offiziersanwärter    | 1 de abril de 1933    |
| Fähnrich zur See     | 1 de julho de 1934    |
| Oberfähnrich zur See | 1 de abril de 1936    |
| Leutnant zur See     | 1 de outubro de 1936  |
| Oberleutnant zur See | 1 de junho de 1938    |
| Kapitänleutnant      | 1 de dezembro de 1940 |
| Korvettenkapitän     | 1 de março de 1944    |

### Condecorações
| Cruz de Ferro (1939) 2ª Classe                                  | 18 de setembro de 1940                      |
| Cruz de Ferro (1939) 1ª Classe                                  | 23 de agosto de 1941                        |
| Condecoração por longo tempo de serviço na Wehrmacht            | 1 de abril de 1937                          |
| Distintivo de Guerra U-Boot (1939)                              | 18 de novembro de 1940                      |
| Distintivo de Guerra U-Boot (1939) com Diamantes                | 7 de maio de 1942                           |
| Cruz do Mérito de Guerra 2ª Classe                              | 20 de abril de 1944                         |
| Cruz de Cavaleiro da Cruz de Ferro                              | 23 de janeiro de 1942                       |
| Cruz de Cavaleiro da Cruz de Ferro com Folhas de Carvalho nº 89 | 23 de abril de 1942                         |
| Mencionado duas vezes na Wehrmachtbericht                       | 24 de janeiro de 1942 e 14 de abril de 1942 |